# Drzewostan nasienny
Drzewostanem nasiennym nazywamy drzewostan składający się w znacznej ilości lub wyłącznie z drzew nasiennych.
Drzewostan taki daje gwarancję, że pozyskane z niego nasiona zapewnią trwałą, wartościową genetycznie i zadowalającą produkcję leśną.
W polskich lasach już od dawna obowiązuje zasada zbioru nasion z drzew i drzewostanów nasiennych. Kryteria wyboru drzewostanów nasiennych, szczegółowo opracowane, uwzględniają pochodzenie i jakość drzewostanów.
Jako rodzime traktuje się drzewostany powstałe przed 1860 rokiem, tj. sprzed okresu kiedy jeszcze nie funkcjonował handel nasionami leśnymi. Wybór drzewostanów nasiennych przeprowadza się komisyjnie.
W latach 60. XX wieku na terenie całej Polski wybrano spośród najlepszych drzewostanów sosnowych ponad 1500 hektarów, które zostały całkowicie wyłączone z użytkowania rębnego na okres 20-40 lat. Drzewostany te stanowiły bazę dla pozyskania nasion niezbędnych do założenia upraw sosnowych stanowiących obecnie zaplecze do odtworzenia rodzimej sosny polskiej.
Oprócz drzewostanów sosnowych dokonano także wyboru drzewostanów nasiennych takich gatunków drzew jak: świerk, modrzew, jodła, sosna wejmutka, daglezja, dąb, buk, olsza czarna, jesion i brzoza.